# Иван Стринич
Иван Стринич (на хърватски: Ivan Strinić) е бивш хърватски футболист, защитник. За последно той игра за италианския клуб Милан.

## Кариера
Юноша е на Хайдук Сплит, където тренира до 2006 г., когато е привлечен в „Б“ отбора на Льо Ман. Година по-късно се завръща в Хърватия и облича екипа на Хърватски Драговоляц.
През 2008 г. е на крачка от трансфер в гранда Динамо (Загреб), но решава да се върне в родния си клуб Хайдук. През сезон 2008/09 записва 17 мача с тимът от Сплит. От сезон 2009/10 е неизменен титуляр и дори си спечелва повиквателна за националния отбор. През сезон 2010/11 Стринич играе в Лига Европа срещу Андерлехт, АЕК Атина и Зенит Санкт Петербург. Играе и в 8 мача за националния отбор за класиране на Евро 2012. Напуска Хайдук Сплит през януари 2011 г. със 77 мача и 5 гола във всички турнири.
На 27 януари 2011 г. подписва с украинския Днипро за сумата от €4 млн.Дебютира срещу Таврия вкарвайки изравнително попадение за 2:2. Сезон 2011/12 е силен за Иван, който записва 27 мача за Днипро в турнирите и 3 за Хърватия на Евро 2012 в Полша и Украйна. 2012/13 също е успешен за него с 35 участия във всички турнири. През декември 2014 г. напуска Днипро, след като договорът му изтича. На 5 януари 2015 г. преминава в италианския Наполи.

## Отличия

### Хайдук Сплит
- Носител на Купата на Хърватия (1): 2010